# Maria Pertl
Maria Pertl (8 de enero de 1973) es una deportista danesa que compitió en remo. Ganó una medalla de plata en el Campeonato Mundial de Remo de 2005, en la prueba de cuatro scull ligero.

## Palmarés internacional
| Campeonato Mundial | Campeonato Mundial | Campeonato Mundial | Campeonato Mundial  |
| Año                | Lugar              | Medalla            | Prueba              |
| ------------------ | ------------------ | ------------------ | ------------------- |
| 2005               | Kaizu (Japón)      | Medalla de plata   | Cuatro scull ligero |